# John Jacob Astor IV
John Jacob "Jack" Astor IV, ameriški poslovnež, izumitelj, pisatelj in razvijalec nepremičnin, * 13. julij 1864 New York, ZDA † 15. april 1912, Atlantski ocean.  
Astor je bil vidni član vplivne družine, ki je podedoval bogastvo svojih prednikov in vodil ogromen finančni in nepremičninski imperij. Bil je predvsem lastnik hotela The Waldorf-Astoria v New Yorku. Astor se je na literarnem področju ukvarjal s pisanjem znanstvenofantastičnega romana in objavil knjige tudi za nekaj svojih izumov. V času špansko-ameriške vojne je postal polkovnik. 
Astor je leta 1909 povzroči škandal, ko se ločil od svoje prve žene Ave Lowle Willing in se dve leti pozneje poročil z 17-letno Madeleine Force. Skupaj sta leta 1911 veliko potovala predvsem v Evropo in Egipt. Ko je Madeleine zanosila, sta se odločila za vrnitev v Združene države Amerike in se 10. aprila 1912 v Southamptonu vkrcala na ladjo RMS Titanic. Astor je bil med potovanjem najbogatejši potnik na ladji.  
Štiri dni pozneje je Titanic trčil v ledeno goro in v dveh urah potonil. Astor je med evakuacijo dal prednost ženskam in otrokom ter svojo ženo Madeleine pospremil do reševalnega čolna. Ko se je Madeleine s čolnom rešila, je Astor ostal na potapljajoči se ladji in da bi potolažil potnike, ki so zganjali paniko, dejal:  »Tukaj smo varnejši kot na teh majhnih čolnih. « Astor je umrl v potopu, njegovo truplo pa so našli teden dni po potopu. Njegovo zdrobljeno truplo so pokopali na newyorškem pokopališču Trinity Church Cemetery. Po njegovi smrti je večino svojega bogastva zapustil najstarejšemu sinu Vincetu.    